# Coendou quichua

O porco-espinho-andino (Coendou Quichua) ou também referido porco-espinho-Quichua é uma espécie de roedor da família dos Eretizontídeos. Sendo encontrado nos Andes, a região Norte do Equador e Colômbia e em todo o Panamá. Espécie pouco avistada e conhecida, mas é especulado hábitos arborículas, noturnos e solitários para a espécie, como demais do gênero Coendou. Considerado animal incomum e raro e com população em diminuição. Possui como ameaças o desmatamento, fragmentação do habitat e a expansão agrícola.

## Ecologia
É desconhecida com exatidão sua ecologia. Mas é especulada ser próximo ao de espécies do gênero, tais como seu mais distante e conhecido parente o ouriço-cacheiro-brasileiro, como sendo potencialmente noturno e arborícola, de hábitos solitários com provavelmente 1 filhote por ninhada e alimentação baseada em frutas e folhas.

## Descrição
Roedor de porte mediano, com comprimento de cabeça e corpo entre 332 e 420 mm. E comprimento de cauda de entre 290 a 413 mm. Um espécime adulto tem o peso médio de 2 quilogramas, o nariz é rosa e grande, e os olhos são pequenos. O corpo é todo espinhoso, sendo os espinhos uniformemente espaçados escuros com pontas amareladas na região central do animal. A cauda afunila a partir de uma base larga e é preênsil. Pode ser confundido com espécimes da espécie Coendou mexicanus em áreas onde ambos se sobrepõe, mas essa espécie tem longos pelos negros que escondem amplamente os espinhos, enquanto o ouriço-andino é mais cheio de espinhos e com estes sendo mais visíveis.

## Estado
É uma espécie listada pela União Internacional para a Conservação da Natureza como ''deficiente de dados'', isso se deve ao seu status taxonômico incerto, bem como à ausência de informações recentes sobre sua população, as ameaças que enfrenta e suas necessidades. Geralmente é uma espécie incomum ou rara e suspeita-se que sua população esteja decrescendo, devido à degradação e fragmentação de seu habitat à medida que a floresta é derrubada para conversão para uso agrícola.